# Río Nangaritza
El río Nangaritza es un río de Ecuador, un afluente del río Zamora que discurre por la provincia de Zamora Chinchipe. El río es el mayor de los tributarios en la cuenca hidrográfica del Zamora, que baña el valle del Nangaritza, uno de los más biodiversos del planeta.
Conocido por ser caudaloso, muy extenso y profundo, donde se puede encontrar una gran variedad de peces. Cuando no hay vientos, sus aguas color café claro se convierten en espejo natural del paisaje circundante compuesto por bosques vírgenes milenarios. 
Además el río sirve como ruta al Alto Nangaritza mediante el servicio de canoas a gato volador o remo que parten desde el Puerto Pachicutza. En sus orillas se encuentran diferentes asentamientos humanos donde nativos y colonos conviven armónicamente, para citar a las más importantes tenemos: Zurmi, Guayzimi y Paquisha. 
Sus principales tributarios son los ríos Numpatakayme, Shamatak, Cristalino y Chumbiriaza.

## Toponimia
Del idioma shuar: nankais que significa "Valle o río de Plantas Venenosas" 